# Älvdalens kommun
Älvdalen kommune ligger i det svenske len Dalarnas län i Dalarna og  Härjedalen. Kommunens administrationscenter ligger i byen Älvdalen.
Kommunen udgør omkring en fjerdedel af Dalarnas areal. I kommunen er der nationalparker og naturreservater med et sammenlagt areal på på mere end 1&.800 km² . Her ligger også Älvdalens skydeområde, som er Sveriges største med et areal på 540 km². Gennem kommunen løber Österdalälven, med adskillige vandkraftværker. Det største af disse, Trängslet, er med sin 122 meter høje dæmning landets næststørste, efter Messaure.
Sproget som tales i Älvdalen kaldes älvdalsk, og anses ofte for at være et separat sprog fra svensk.
Hovedparten af kommunen udgøres af Idre og Sarna herreder, der før freden i Brømsebro i 1645 var en del af Norge.

## Byer og landsbyer
- Älvdalen
- Idre
- Särna
- Rot
- Västermyckeläng
- Evertsberg
- Åsen
- Brunnsberg

## Mindre landsbyer og bebyggelser
- Bunkris
- Blyberg
- Kåtilla
- Klitten
- Nornäs
- Lövnäs
- Tyrinäs
- Långnäset
- Hållbovallen
- Mörkret
- Gördalen